# Peederga
Peederga is een plaats in de Estlandse gemeente Saaremaa, provincie Saaremaa. De plaats heeft de status van dorp (Estisch: küla) en telt 9 inwoners (2021).
Tot in oktober 2017 lag Peederga in de gemeente Leisi. In die maand ging Leisi op in de fusiegemeente Saaremaa.

## Geschiedenis
Peederga werd voor het eerst genoemd in 1645 als boerderij onder de naam Peterka Tönniß. Ze lag op het landgoed van Leisi. Het noordelijk deel, nu de boerderij Liki, lag op  het landgoed van Roobaka.
In 1977 werd Peederga bij het buurdorp Metsküla gevoegd. In 1997 werd het weer een zelfstandig dorp.